# 文俶
文俶（1595年—1634年），字端容，號寒山，女，南直隸蘇州府長洲縣人，明代画家，文從簡之女，文元善孫女，文嘉曾孫女，文徵明玄孫女。擅畫花卉，长于写生，多画幽花异卉、小虫怪蝶，能曲肖物情，颇得生趣。作品笔墨细秀，风格娟丽，深得时人赏识。有《花卉》册、《萱石图》等传世。女赵昭，亦能画花卉，工写生，能承其家学。被认为是同一时期最优秀的花卉画家。其作品相當受歡迎，在拍賣會上行情頗佳。2015年9月16日，其畫作《惜花春起早圖》以41.3萬美元於紐約佳士得成交，是原估價的四倍。

## 生平
中年病逝，其作品伪笔传摹甚多，真迹罕见。

## 作品風格
她精于花草虫蝶画的创作。花鸟画是女性画家们最热衷表现的题材，出于女性细腻的情感和她们对花鸟特有的偏爱，及花鸟具有托物言志、比兴的审美意趣，促使深居中的女子，对自己生活中最常见的花鸟加以表现并形成了一定的创作规模，文俶便是其中最有代表性的画家之一。在花卉画创作上始终孜孜不倦，她曾用4年时间悉心描摹内府收藏李时珍的《本草纲要》中草药插图千余幅，并对照她婚后所居寒山中自然界的花草写生，绘有《寒山草木昆虫状》，上千幅图。在文俶的花草世界里，有大量的作品是反映与母性、生子有关的萱草、罂粟画，从中可见她作为一名封建社会中的女性，迫切地希翼为夫家生儿育女的心态。

## 後世影響
文俶的繪畫風格影響如惲壽平等後世畫家。明末钱谦益给予其艺术极高的评价：「染写生，自出新意，画家以为本朝独绝。」清代张庚亦曾在在《国朝画征续录》中盛讚文俶：「吴中闺秀工丹青者，三百年来推文俶为独绝云。